# Toyota Hiace
La Toyota Hiace es una furgoneta que el fabricante japonés de automóviles Toyota produce desde el año 1967. Algunos competidores son la Mercedes-Benz Vito, la Volkswagen Transporter, la Nissan Urvan, la Kia Pregio la Hyundai H-1 y familia de furgonetas medianas de Sevel.
Existe en versiones de pasajeros y de carga, con tracción trasera o a las cuatro ruedas. La amplísima gama va de lo utilitario a lo lujoso, con opciones como los paragolpes pintados o un alerón aerodinámico.
Presentada inicialmente con motores gasolina y diésel de 2.4 litros, recibe en 2001 el nuevo motor diésel de 2.5 litros 2KD-FTV con turbocomrpesor de geometría variable e inyección directa D-4D. La potencia máxima es de 76 kW (102 CV) con intercooler y de 66 kW (88 CV) sin él.
En 2006 se lleva a cabo una reestilización del frontal y se aprovecha para retocar los motores, que pasan respectivamente a 82 kW (117 CV) y 70 kW (95 CV).

## Usos y lugares más comunes de uso
México ha sido uno de los países que use este modelo por como transporte público, siendo este muy habitual en la Zona Metropolitana del Valle de México y sus alrededores, lo que ha llevado a una popularidad de este modelo.
Latinoamérica no se ha quedado atrás, pues esta camioneta se encuentra presente en casi todas las regiones.
En Perú, es común utilizarlo como medio de transporte urbano. Estas unidades forman parte del grupo denominado como combis en el país andino.

## Primera generación
A fines de la década de 1960, Toyota Auto Body, una empresa subcontratada de Toyota, lideró el desarrollo de la Hiace como una camioneta pequeña con un diseño de caja única, similar a las europeas en ese momento, pero, según Akira Kawahara, ex empleado sénior de Toyota, algo nunca visto en la industria japonesa. Introducido en 1967, el Hiace se ofreció como una cabina sobre una camioneta, una camioneta de reparto y un commuter extendido.
Fue lanzado al mercado dos años después de la introducción del Nissan Urvan, adquirido por Nissan cuando asumieron las operaciones de Prince Motor Company. En el momento de la introducción, estaban disponibles algunos motores de diferentes tamaños, que iban desde el 1.35 de 70 CV (51 kW) hasta una versión de 1.6 litros de 83 CV (61 kW). En 1975, se añadió el motor 16R de 1,8 litros. El Hiace estaba disponible con un calentador, considerado un artículo de lujo en ese momento.
El Hiace se diseñó principalmente como un vehículo de transporte de pasajeros, capaz de transportar hasta 8 personas.
Este tipo de Hiace es un modelo raro en estos días, principalmente debido al desgaste por el clima y la oxidación.

## Segunda Generación
El nuevo Hiace de 1977 presentaba una cabina más larga y aerodinámica con faros individuales. A medida que crecían las dimensiones de la segunda generación, se le unió una camioneta de nivel júnior más pequeña llamada Toyota LiteAce para continuar ofreciendo dimensiones más cercanas a la primera generación.
Además de los motores de gasolina, en determinados mercados se ofreció un motor diésel de 2,2 litros. La novedad de la Hiace de la "serie 20-40" era una camioneta pick-up de doble cabina, una camioneta de distancia entre ejes súper larga y una Commuter de techo alto súper larga. Los modelos Commuter pueden acomodar hasta 15 pasajeros. Después de que se introdujera la tercera generación en 1982, ciertas variantes de la segunda generación, como el camión, continuaron fabricándose durante varios años.

## Tercera Generación
Se lanzó una nueva furgoneta Hiace en 1982, y el camión Hiace llegó en agosto de 1985. El diseño de la cabina del camión era común al del camión ligero ToyoAce, aunque tenía un estilo frontal diferente. El camión era un modelo completamente diferente a la camioneta. 
El número de modelo de la furgoneta contiene información diversa sobre las especificaciones de la distancia entre ejes: las furgonetas de la serie 50 tienen distancias entre ejes cortas, las series 60 tienen distancias entre ejes largas y las series 70 tienen distancias entre ejes muy largas. Si bien la furgoneta y el camión se rediseñaron en 1989, el camión se fabricó hasta el año 1995 y fue el último basado en Hiace.

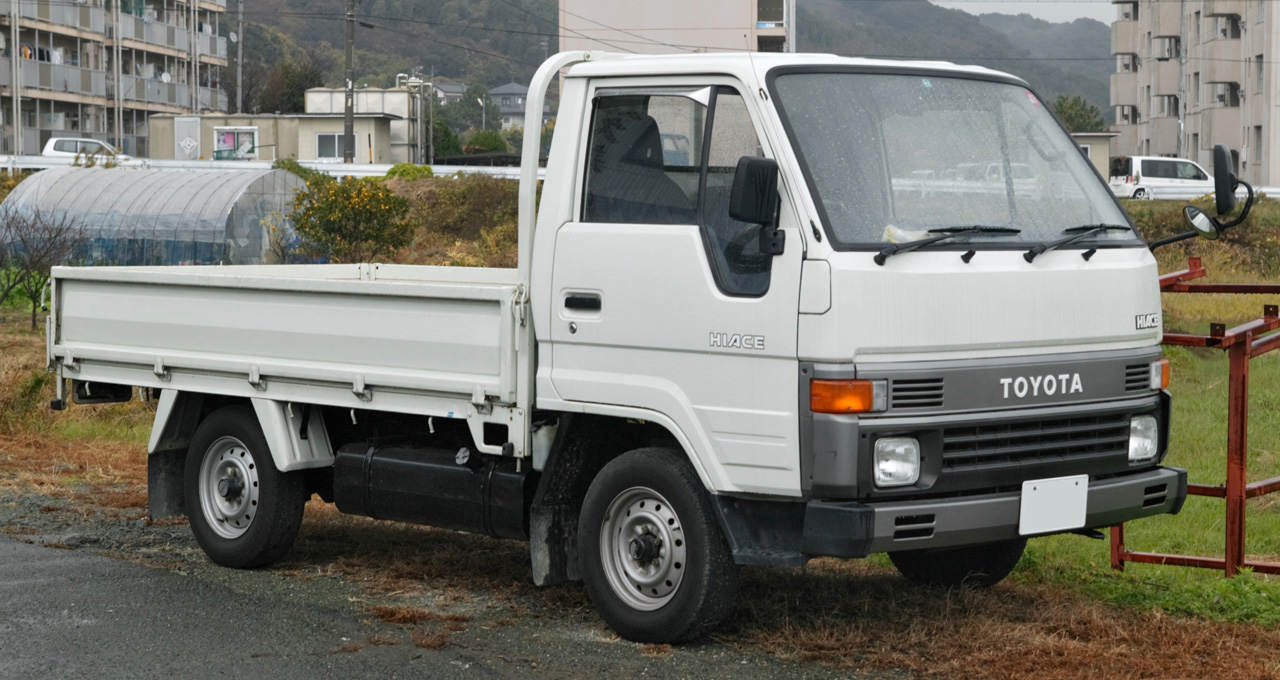
Camión Hiace
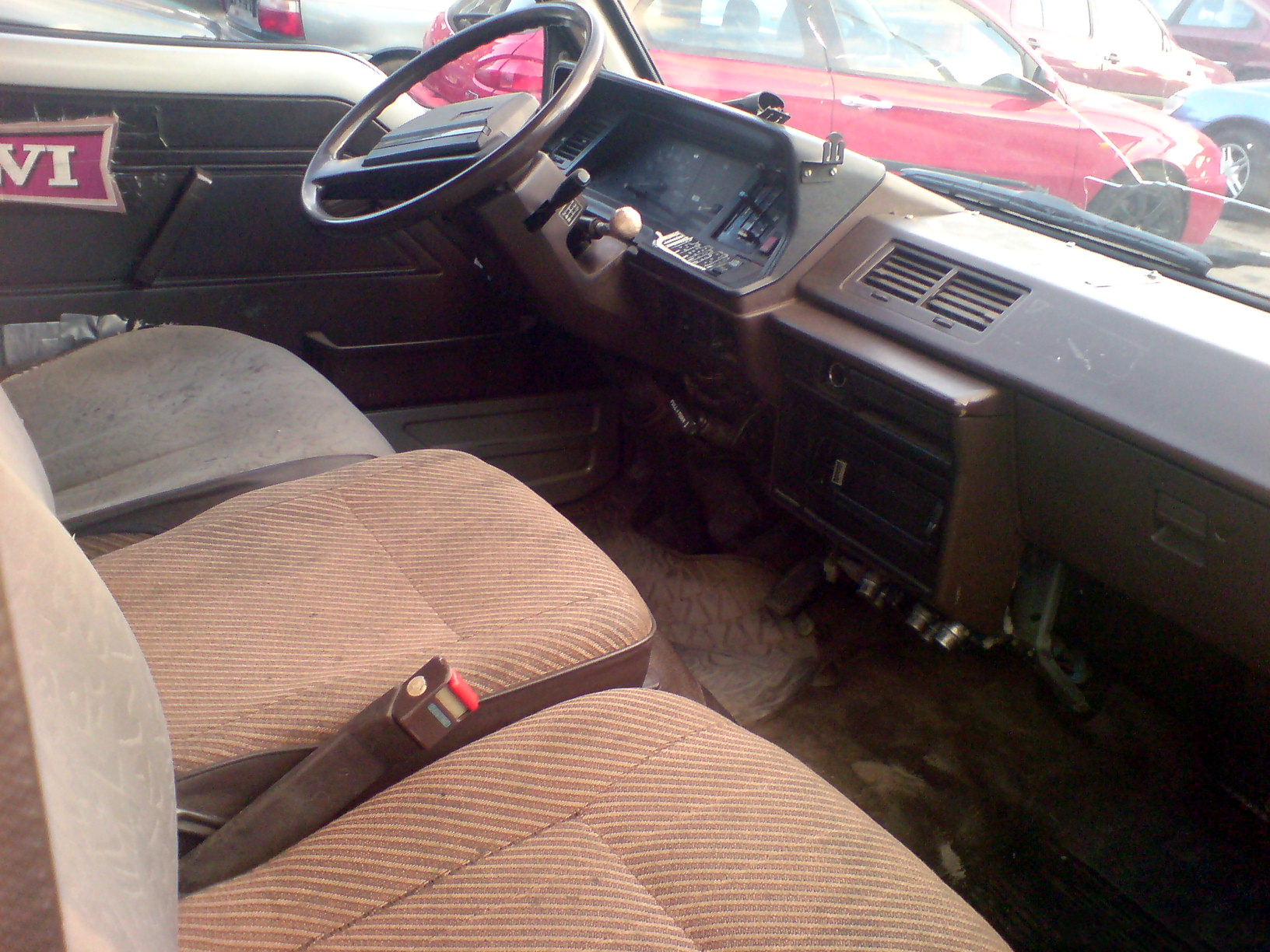
Interior

En Sudáfrica, el vehículo continuó fabricándose y se vendió junto con el H200 Toyota Quantum (presentado en 2005) hasta finales de 2007, cuando se introdujo una variante Taxi del Quantum.

## Cuarta Generación
El modelo de cuarta generación apareció en agosto de 1989 y estaba disponible en variantes de distancia entre ejes estándar y distancia entre ejes larga; una Gran Cabina; furgoneta con distancia entre ejes estándar y distancia entre ejes larga; furgoneta de techo alto con distancia entre ejes larga y superlarga. Este último comparte un diseño de carrocería con el Commuter, que es un minibús de 15 asientos.
Una gama de motores estaba disponible en los vehículos de cuarta generación, desde motores de gasolina de 2.0 litros hasta motores turbodiésel de 3.0 litros. El motor turbodiésel de 2,4 litros (2L-T) se actualizó al 2L-TE controlado electrónicamente en octubre de 1990. La mayoría de las versiones son de tracción trasera, pero se vendieron versiones de tracción en las cuatro ruedas a tiempo parcial o completo según el nivel de especificación y el mercado.
Inicialmente, los modelos con tracción en las cuatro ruedas sólo estaban disponibles con el motor diésel de 3 litros y 2,8 litros en el mercado interno japonés, pero los mercados de exportación también recibieron opciones de gasolina. El modelo base suele ser el DX. Las versiones de más costosas incluían los modelos GL, Super GL, Super Custom y Super Custom Limited.
El Hiace renovado de cuarta generación se lanzó en agosto de 1993. En ese momento, el nuevo turbodiésel 1KZ-TE de 3 litros reemplazó a los motores diésel 2L-TE y 3L en los Hiace Wagons (registro de turismos) en Japón. El Hiace recibió una nueva de cara en 1997 y una vez más en 2002.
En los Hiaces comerciales del mercado japonés, el motor de 3 litros y 2,8 litros fue reemplazado por el motor más grande de 5 litros en agosto de 1998, para cumplir con estándares de emisiones más estrictos. El motor 1TR-FE también se introdujo en septiembre de 2003. Los modelos de exportación estaban disponibles con una variedad de motores diferentes para adaptarse a los importadores, usos y estructuras impositivas locales.
En Filipinas, el HiAce se vendió por primera vez en agosto de 1990 con motor diésel. El vehículo fue renovado en octubre de 1994 antes de su lanzamiento en 1995. Fue renovado nuevamente en mayo de 1997 para su venta como vehículo comercial y familiar. El HiAce fue el primero en aparecer luego en dos variantes; el de 15 plazas orientado a los negocios y el de 13 plazas orientado a la furgoneta familiar. En septiembre de 2000, se lanzó el HiAce Super Grandia diésel 3.0 de 4 cilindros en línea, el tope de gama. 
En el mercado del Reino Unido, el H100 Hiace se introdujo en noviembre de 1989 con un motor de gasolina 2.0 1RZ o el motor diésel 2.4L 2L-II. En 1994 se introdujo una variante corta llamada Hiace Compact como reemplazo de la camioneta Liteace.

## Quinta Generación
El HiAce de quinta generación estuvo disponible para la venta en Japón el 23 de agosto de 2004 como una camioneta ancha con batalla larga, una "Grand Cabin" ancha con batalla súper larga y techo alto, una camioneta con batalla larga, una camioneta con techo alto y batalla larga y una camioneta con batalla larga y techo alto. una furgoneta ancha y de techo alto con una distancia entre ejes muy larga. En esta generación del HiAce, la palanca de cambios se movió al tablero para permitir un movimiento más fácil en la cabina. Las opciones de transmisión van desde una manual de cinco velocidades y una automática de cuatro velocidades.
La mayoría de los modelos utilizan un motor DOHC de cuatro cilindros, en una variedad de formas. Dos de estos motores están disponibles en Malasia: el turbodiésel de 2,5 L, que se ofrece en la opción de furgoneta o furgoneta con ventana; y el gasolina de 2,7 L, que sólo está disponible en la opción furgón con ventana. Al menos algunos HiAces del mercado de exportación general funcionan con el motor diésel 5L-E de 3.000 cc.
En Japón, el servicio telemático para vehículos y GPS mejorado por Internet de Toyota, llamado G-Book, estuvo disponible como opción en todos los paquetes de equipamiento para uso privado y comercial. La quinta generación del HiAce se lanzó en Filipinas el 13 de junio de 2005, con motores 2KD de 2,5 litros.

## Sexta Generación
La sexta generación HiAce hizo su debut mundial el 18 de febrero de 2019 en Filipinas. Utiliza una disposición de capó delantero en lugar de un diseño de cabina, de ahí una desviación del lenguaje de diseño de sus predecesores. Su desarrollo estuvo dirigido por el ingeniero jefe de Toyota, Takuo Ishikawa.
El HiAce de sexta generación está disponible en dos opciones de motor: un motor diésel de cuatro cilindros en línea 1GD-FTV turboalimentado de 2,8 L o un motor de gasolina V6 7GR-FKS de 3,5 L de aspiración natural.
En Argentina, en febrero de 2024 fue ofrecida por el concesionario Kansai, una nueva opción de la van que facilita el acceso de las personas que utilizan sillas de ruedas a través de un asiento motorizado.

### Mercados

#### Australia
La sexta generación HiAce se lanzó en Australia el 28 de mayo de 2019 y se ofrece en cinco versiones: LWB Van, LWB Crew Van, SLWB Van, SLWB Commuter y SLWB Commuter GL. La opción del motor V6 de 3.5L solo está disponible en los grados LWB y SLWB. Una manual de 6 velocidades solo está disponible en la versión LWB Van para motores de gasolina y diésel.

#### Indonesia
La sexta generación del HiAce se vende en Indonesia como HiAce Premio (basado en un modelo de carrocería de techo alto/largo), que se presentó en el 27.º Salón Internacional del Automóvil de Gaikindo Indonesia en julio de 2019.

#### México
La sexta generación HiAce fue lanzada al mercado mexicano a finales de agosto de 2019.

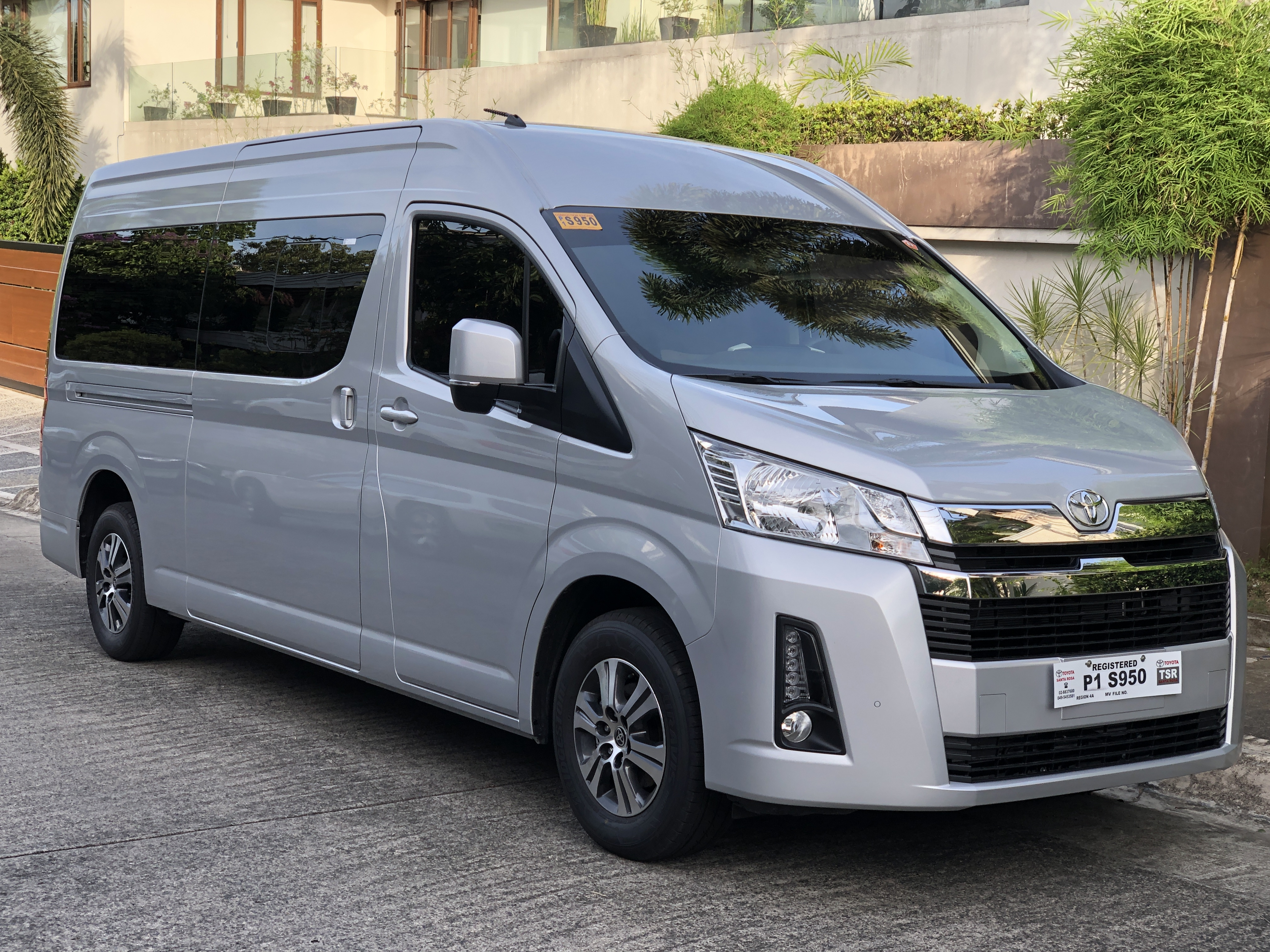
Toyota HiAce GL Grandia Tourer 2019 (GDH322) (Filipinas)
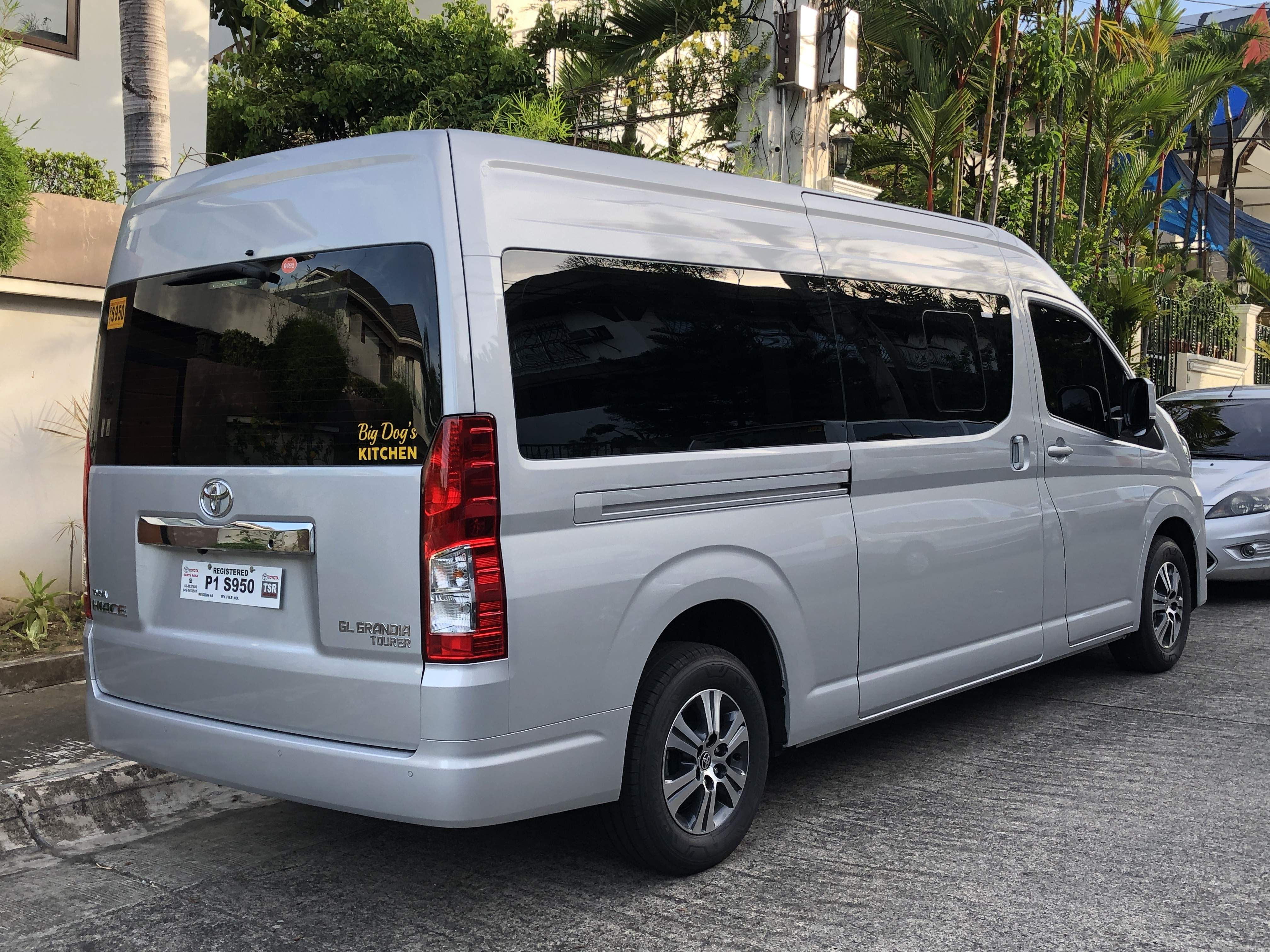
Toyota HiAce GL Grandia Tourer 2019 (GDH322) (Filipinas)
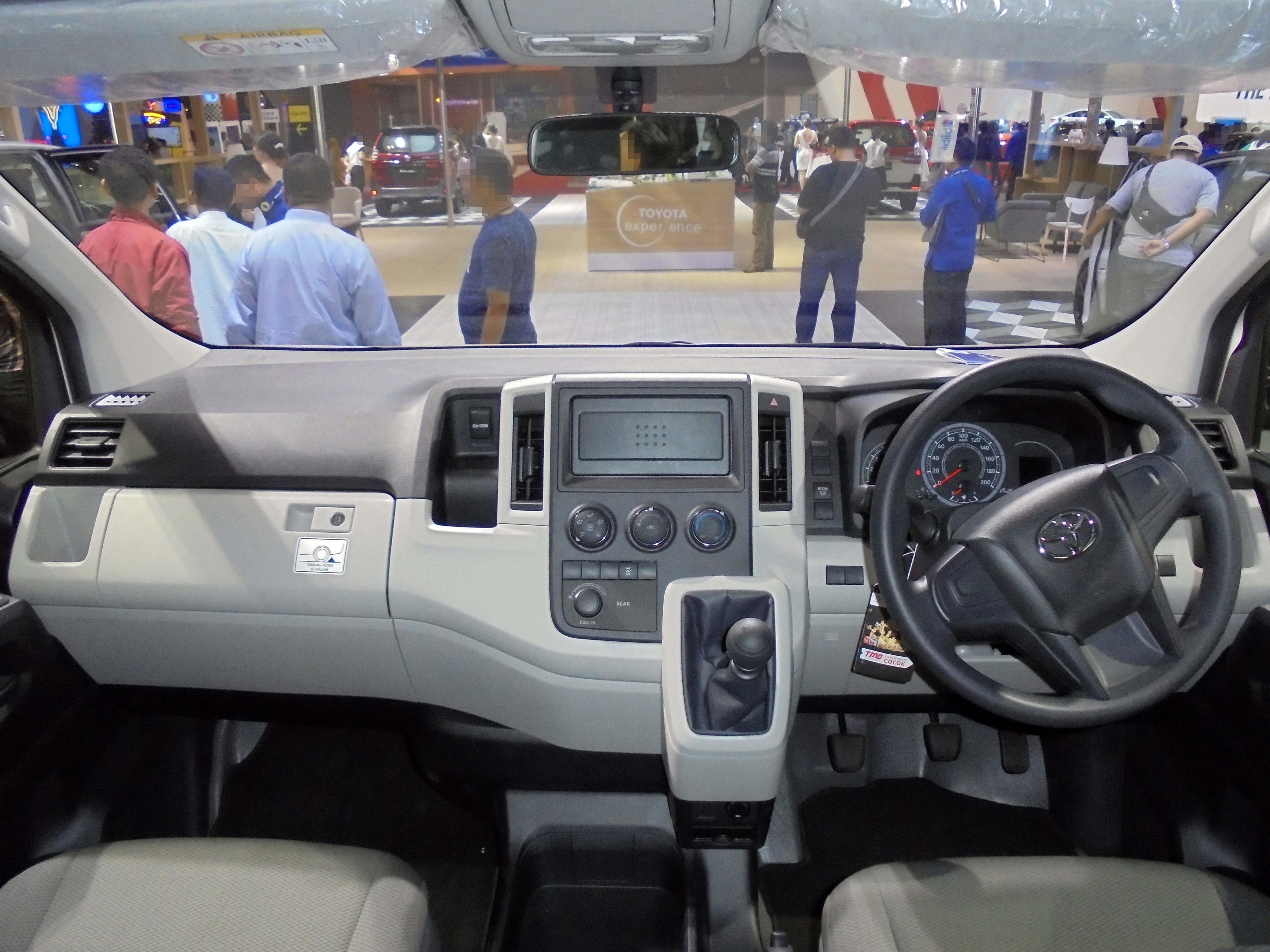
Interior

### Granvia/Majesty

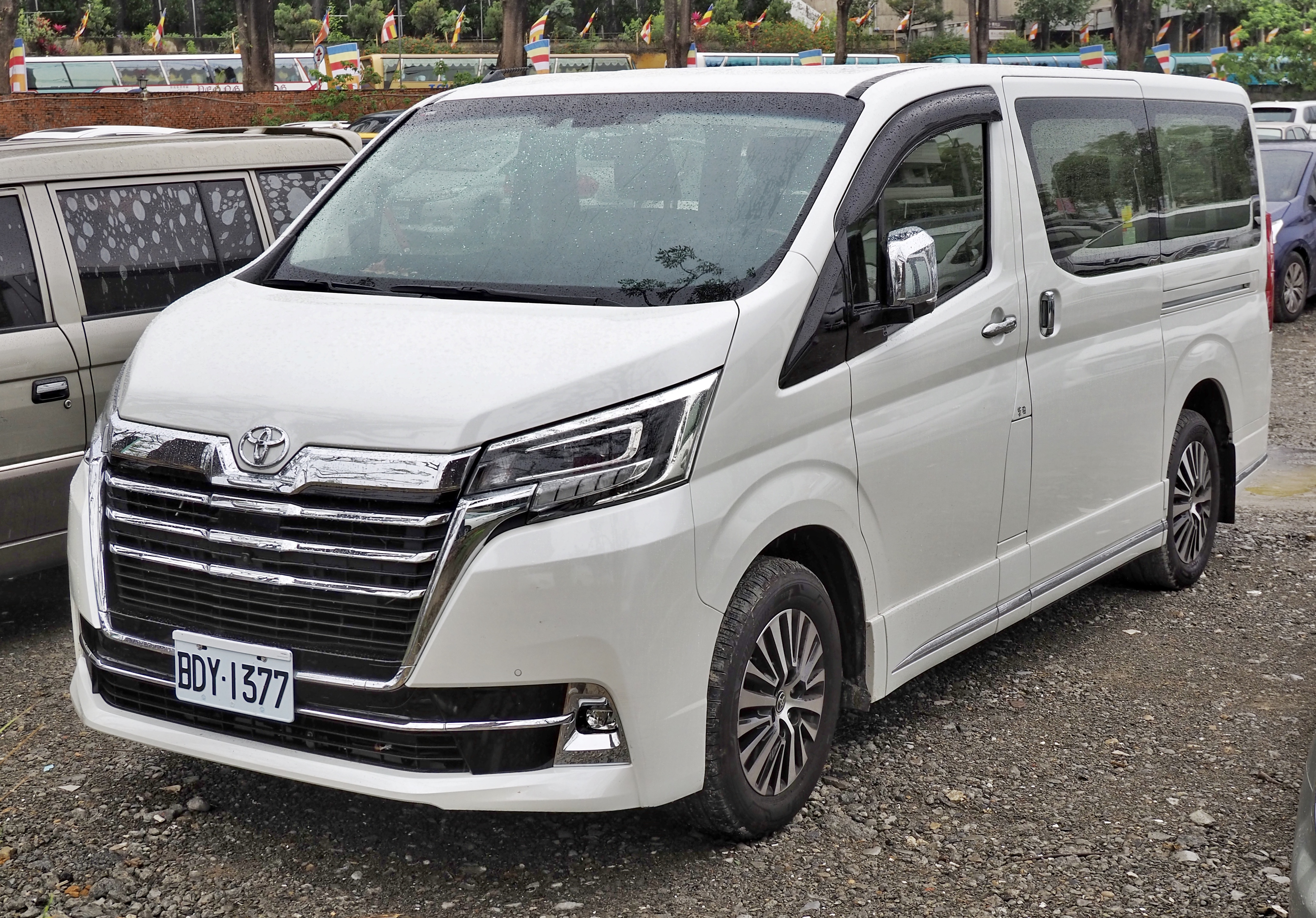
Toyota Granvia Premium

Una versión para pasajeros más lujosa del HiAce, llamada Granvia, se lanzó el 21 de mayo de 2019 y se vende en Taiwán y Australia (en sustitución del Tarago). El Granvia también se lanzó en Tailandia como Majesty el 16 de agosto de 2019, reemplazando al Ventury, seguido del HiAce Super Grandia en Filipinas el 19 de agosto de 2019. También se vende en Japón como GranAce, que se anunció el 8 de octubre de 2019 y se presentó en el 46.º Salón del Automóvil de Tokio de octubre a noviembre de 2019. Salió a la venta el 16 de diciembre de 2019. El Granvia se lanzó en los Emiratos Árabes Unidos el 10 de octubre de 2019 y está propulsado por un motor V6 de 3,5 litros. También se presentó en Rusia como HiAce VIP el 25 de octubre de 2019.